# Dainans naturreservat
Dainans naturreservat är ett naturreservat i Vilhelmina kommun i Västerbottens län.
Området är naturskyddat sedan 2018 och är 2 291 hektar stort. Reservatet omfattar myrområde mellan Stor-Dainan och består av våtmarker och grannaturskog.